# Fontaine Austria
 (novembre 2020).
L'Austriabrunnen est une fontaine se trouvant dans la vieille ville de Vienne. Elle est située sur la place Freyung dans l'Innere Stadt de Vienne.

## Description
Le centre de l'Austriabrunnen est une colonne en pierre dure et blanche, couronnée par une statue. Elle représente Austria victorieuse, la personnification de l'Autriche, avec la lance et le bouclier à la main. Autour de la colonne se trouvent quatre allégories des quatre fleuves les plus importants de l'empire des Habsbourg : l'Elbe, le Danube, la Vistule et le Pô, dont chacun se déverse dans différentes mers - la mer du Nord, la mer Noire, la mer Baltique et la mer Adriatique. L'ensemble est destiné à symboliser la position centrale de l'empire des Habsbourg en Europe.

L'Austriabrunnen a été conçue par le sculpteur munichois Ludwig Schwanthaler en 1844 et fondue par Ferdinand von Miller à Munich jusqu'en 1846. Seul le bassin formé de quatre demi-cercles (quadrilatère) a été réalisé à Vienne à partir de granit de Mauthausen. Alma von Goethe, la petite-fille du célèbre poète, aurait été le modèle de la fontaine. Une anecdote raconte que Schwanthaler avait rempli les figurines de cigarettes avant l'expédition. Celles-ci étaient censées être introduites clandestinement en Autriche. Cependant, une maladie a empêché Schwanthaler de retirer les cigarettes des statues avant que la fontaine ne soit installée. Depuis la dernière restauration, cela a été réfuté comme étant une légende.

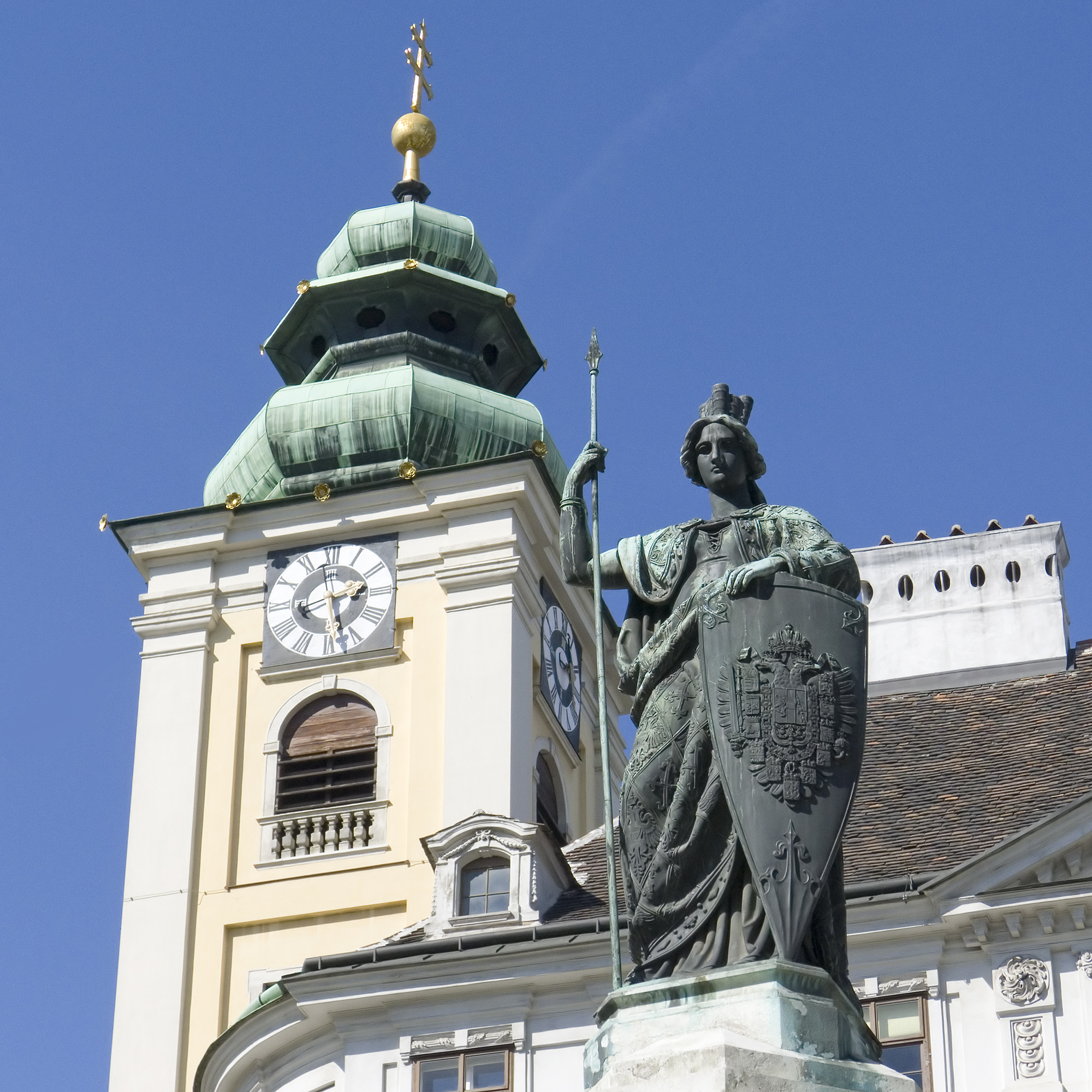
L'Autriche devant la Schottenkirche
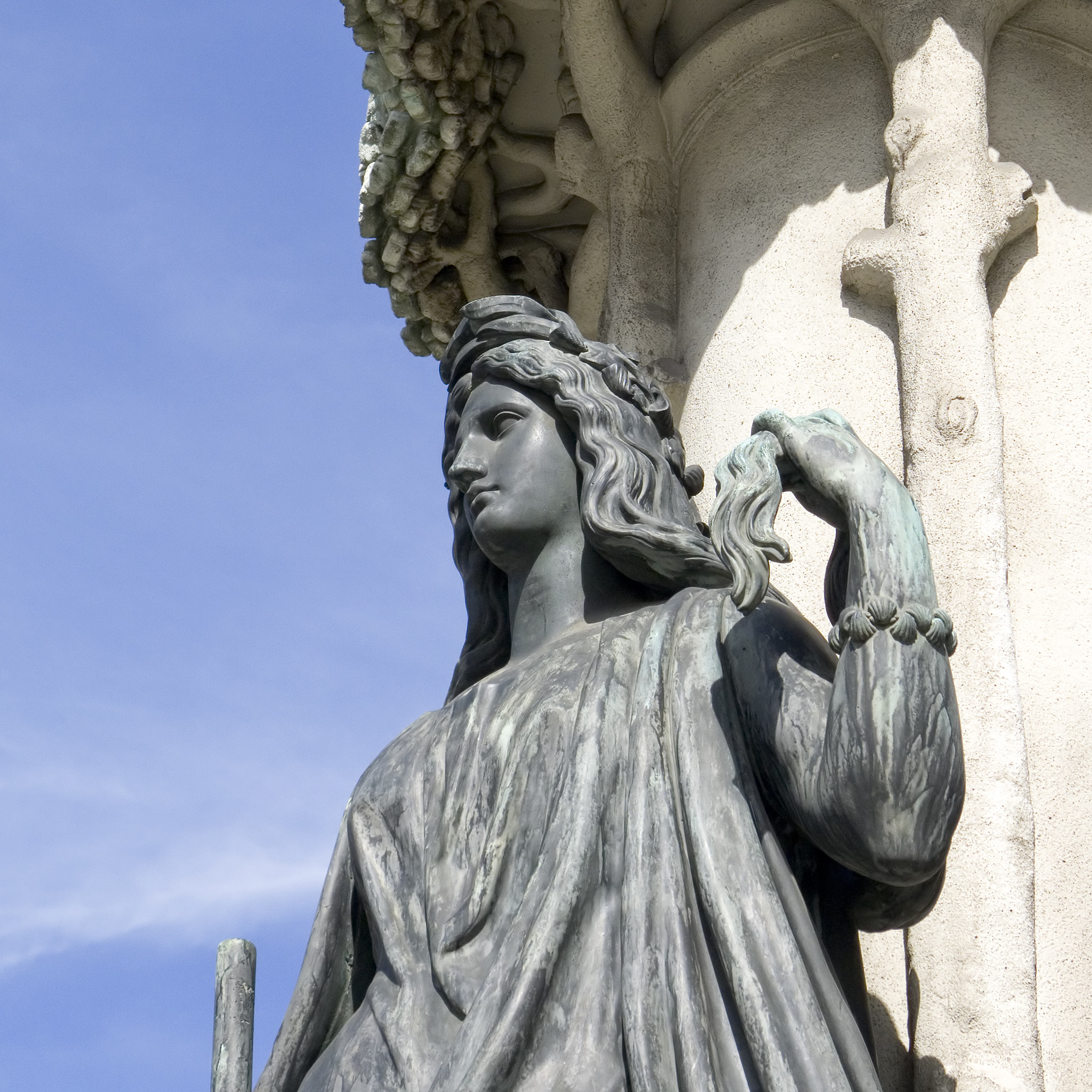
Figure allégorique, détail
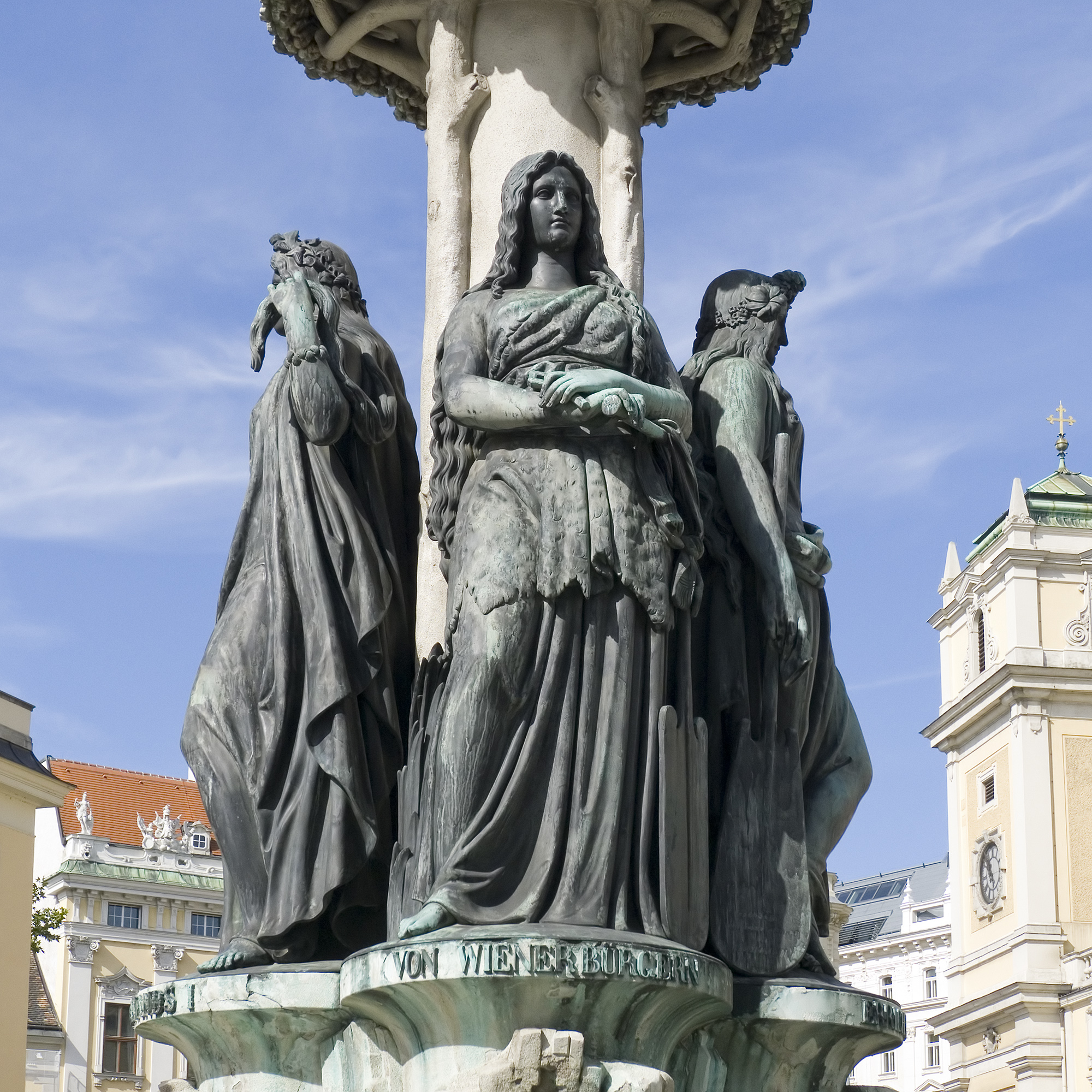
Partie centrale à l'ouest
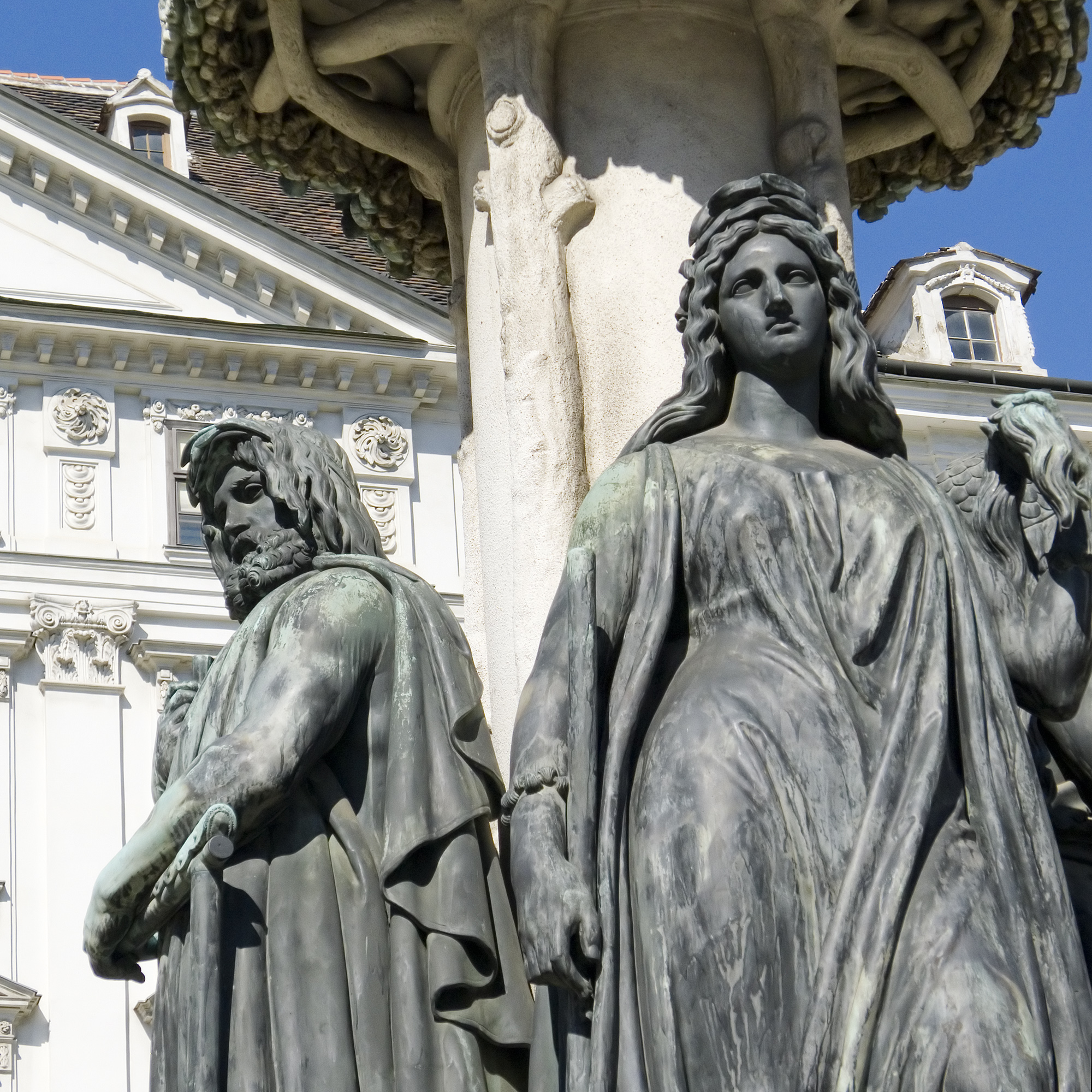
Partie centrale au nord

## Littérature
- Elisabeth Th. Winkler : La fontaine Austria sur la Freyung. Association pour l'histoire de la ville de Vienne, Vienne 1994 (Wiener Geschichtsblätter Supplement 4, 1994, ZDB ID 43529-6).

## Liens web
- (de) Cet article est partiellement ou en totalité issu de l’article de Wikipédia en allemand intitulé « Austriabrunnen » (voir la liste des auteurs).
- Art et culture à Vienne - Les Autrichiens